# 4069 Blakee
4069 Blakee је астероид главног астероидног појаса са средњом удаљеношћу од Сунца која износи 2,172 астрономских јединица (АЈ).
Апсолутна магнитуда астероида је 14,2.